# Costa de Almería
Costa de Almería – region turystyczny w południowo-wschodniej Hiszpanii (w granicach administracyjnych Andaluzji), rozciągający się wzdłuż wybrzeża Morza Śródziemnego.
Plaże Costa de Almería ciągną się ok. 200 km wzdłuż Morza Śródziemnego. Jest to obszar o rozwiniętej strukturze obsługującej ruch turystyczny. Głównymi ośrodkami są: Almería, Berja, El Ejido, Roquetas de Mar.